# Radio 107,5
Radio 107,5 var en svensk radiostation som var ägd av SBS Radio. Stationen sände lokalt över Stockholm på frekvensen 107,5 fram till 31 december 2013. Sedan dess har man kunnat lyssna på Radio 107.5 online på RadioPlay. Stationen lades ner i början av 2020.
Stationen har funnits sedan 30 maj 2008 då föregångaren Studio 107,5 lades ner på grund av dåliga lyssnarsiffror. Stationen riktar sig till lyssnare i målgruppen 20-34 år och spelar glad upptempomusik i genren dance. Det är en renodlad dansstation eller som de själva kallar sig "Stockholms enda dansgolv".[källa behövs]
På samma frekvens sändes tidigare Studio 107,5 som också ägdes av SBS Radio. Under årens lopp har även Storstadsradion, Sky Radio, Classic FM, E-FM och Easy FM under olika perioder legat på frekvensen. Ingen av stationerna har dock burit sig ekonomiskt.[källa behövs]
I december 2013 meddelade SBS Discovery Media att man väljer att återlämna licensen för Radio 107,5 i Stockholm och Rockklassiker 107,8 i Göteborg till Myndigheten för radio och tv. Den 31 december 2013 var sista dagen som Radio 107,5 sändes via FM; den 1 januari 2014 fortsätter man istället att sända Radio 107,5 digitalt på Radio Play. Bakgrunden till att SBS valde lämna tillbaka licenserna var på grund av den höga koncessionsavgiften., The Voice och Radio 107,5 slutar sända på Radioplay och andra renodlade webbradiostationer.